# Tessa Virtue
Tessa Virtue (n. 17 mai 1989, London, Ontario, Canada) este o autobiografă canadiancă, medaliată olimpică. A participat la 3 ediții ale Jocurilor Olimpice (2010, 2014, 2018) în care a câștigat 3 medalii de aur și două medalii de argint.